# ريتشارد هاركورت
ريتشارد هاركورت هو سياسي كندي، ولد في 17 مارس 1849 في هالديماند في كندا، وتوفي في 29 نوفمبر 1932 في ويلاند في كندا. حزبياً، نشط في الحزب الليبرالي في أونتاريو ‏. وقد انتخب عضو برلمان مقاطعة أونتاريو.